# Арабы в Иране
Арабы в Иране (араб. العرب في إيران‎ al`Arab fi Īrān, перс. عربان در ايران‎ Arabān dar Irān) — арабы и/или арабоязычное население Ирана. Арабы составляют около 2 % от общей численности населения Ирана.
Арабское проникновение в Иран началось задолго до исламского завоевания Персии в 633 году. На протяжении веков иранские правители контактировали с арабами, живущими за пределами своих границ, в то же время некоторые арабские племена оседали на территории Иранского нагорья.
Около 40 % арабов, живущих в Иране, являются неквалифицированными рабочими, живущими в городских районах. Арабы, проживающие в сельской местности, занимаются преимущественно сельским хозяйством и рыболовством. Арабы, обитающие на равнинах вдоль побережья Персидского залива, в основном скотоводы. Племенная привязанность сильна среди сельских арабов, но также она оказывает влияние и на жизнь городских.
Университет Пайаме Нур, обладающий 229 кампусами по всему Ирану, объявил в 2008 году, что арабский язык станет «вторым языком» университета, а все услуги учебного заведения будут предлагаться на арабском языке наравне с персидским.

## История
Шапур II (309—379 гг.), сасанидский шахиншах Персии, после карательного похода вдоль Персидского залива в начале своего правления принудительно переселил несколько кланов племени Тахлеб в Дарзин (Дахарзин) около Бама, несколько кланов племени Абд-аль-Кайс и Тамим в Хаджар (регион Кух-э Хазар) к юго-востоку от Кермана, несколько кланов племени Бану Бакр в Керман и несколько кланов племени Ханзала в Тавваз, около современного города Далеки в Фарсе.
После арабского завоевания Персии в VII веке многие арабские племена расселились в различных областях Ирана, однако арабские племена Хузестана сохранили свой язык, культуру и самобытность, оставаясь шиитами и по сей день. На язык арабов Хузестана существенное влияние оказал древнейший язык хузи, вероятнее всего имевший эламское происхождение и постепенно исчезнувший в раннем средневековье. Иммиграция арабских племён на эту территория заняла длительное время, наплыв арабоязычных переселенцев в Хузестан наблюдался в XVI—XIX веках, включавший в себя миграцию племён Бану Кааб и Бану Лам. 
Во время Ирано-иракской войны (1980-88) были попытки иракского режима разжечь пламя арабского национализма в Хузестане, не приведшие в итоге к весомым результатам.